# Gasteinertal
Gasteinertal är en dal i Österrike.   Den ligger i förbundslandet Salzburg, i den centrala delen av landet, 270 km väster om huvudstaden Wien.
I omgivningarna runt Gasteinertal växer i huvudsak blandskog. Runt Gasteinertal är det ganska glesbefolkat, med 45 invånare per kvadratkilometer.